# Paludinella semperi
Paludinella semperi је пуж из реда Littorinimorpha и фамилије Hydrobiidae. 

## Угроженост
Подаци о распрострањености ове врсте су недовољни.

## Распрострањење
Врста има станиште у Маршалским острвима и Палауу.

## Станиште
Станиште врсте су слатководна подручја.